# ネプチューンのallnightnippon SUPER!
ネプチューンのallnightnippon SUPER!（ネプチューンのオールナイトニッポンスーパー）は、ニッポン放送の深夜レーベルLF+Rで放送されていた「allnightnippon SUPER!」内の番組。

## 概要
パーソナリティーは、ネプチューンの名倉潤・堀内健・原田泰造。
1999年3月末、ニッポン放送が深夜放送枠を「LF+R」という番組編成にリニューアルした際に放送開始。なお、ネプチューンはレギュラー放送の開始前、1998年8月26日に単発でオールナイトニッポンのパーソナリティーを経験している。
3年半放送された後、2002年9月に終了。後番組は、堀内と事務所の後輩・ビビる大木による「堀内健とビビる大木のallnightnippon SUPER FRIDAY!」。
2003年6月6日、名倉・原田の2人による特番「なぐらたいぞうのオールナイトニッポンR」が1夜限りで放送。
番組内では、堀内のみ続投された理由のひとつとして「CM時、健は台本をチェックするのに対して、俺と泰造はスタジオを出てタバコを吸っていたからスタッフの反感を買った」と名倉が明かした。
2009年2月、ニッポン放送の開局55周年を記念して、同局で放送された歴代番組の中からリスナーの人気投票でベスト100を決めるという企画「ラジオ・アカデミー賞」で、数ある番組の中から同番組が99位にランクインした。（1位は「ビートたけしのオールナイトニッポン」）
2015年6月19日、堀内主催の舞台「オマエは渋谷の夜回りおじさんじゃない!!」の告知を兼ねて1夜限りで担当した「出川哲朗と堀内健のオールナイトニッポン」を放送。
番組内で堀内が「SUPER!」時代を振り返り「（放送時間が）1時じゃなくて22時からと聞いて、嬉しかったけど複雑な気持ちだった」と明かしている。
2023年2月19日、『オールナイトニッポン55周年記念 オールナイトニッポン55時間スペシャル』内にて、『ネプチューンと土田晃之のオールナイトニッポン』として15:00 - 17:00に放送。

## 放送時間
- 1999年4月2日～2002年9月　金曜SUPER!　22:00-24:00

（1999年9月までは関東ローカル。同年10月よりネット局での放送も開始。）

## 主なコーナー
- オープニングのコント
関東ローカルでの放送時は、3人による3～4分程度のコントのあと、タイトルコールを行っていた。
- 衝撃の一言（衝撃太郎・とっとこ衝撃太郎・衝撃）
衝撃を受けた一言を投稿するコーナー。
- 記憶
過去のネプチューンの行動・言動などを募集するコーナー。
- 先生、あのね
子供のころの面白い作文を紹介するコーナー。
- 地図が読めない男 話を聞かない女（ないモテ男 ないモテ女）
身近にいる嫌いな女や男を紹介するコーナー。後に書籍化された。
- 俺流川柳（俺流）
独創的な川柳を紹介するコーナー。次第に川柳の型に当てはまらないものが多く投稿されるようになったため、後期にはコーナー名が「俺流」になった。
- 激突！ネプバトル
ネプチューンの3人がリスナーからのネタハガキによって対決するコーナー。3連勝した際には、1人で「オールナイトニッポン」を行なう権利が与えられる。
- 有限会社ナッチプロ
リスナーの中からタレントやアナウンサーになりたい人を募集し育成していくコーナー。「ネプサイケデリコ」というアイドルユニットが誕生。
- ペンネーム供養
エンディング後、ボツになりそうなペンネームを紹介するコーナー。

など

## 主なゲスト
- aiko
番組のジングルを制作
- 石橋貴明（とんねるず）
- げんしじん
- Janne Da Arc（yasu・you）
素人アイドルユニット「ネプサイケデリコ」に楽曲「Stop it love」を提供
- 北陽
- ますだおかだ
- ゆず
- RAG FAIR

など

## エンディングテーマ曲
- 佐々木ゆう子「恋はC'est si bon」

## スタッフ
- ディレクター：松尾紀明
- 構成作家：笹川勇